# Stalingrad (film fra 2013)
 For alternative betydninger, se Stalingrad (flertydig). (Se også artikler, som begynder med Stalingrad)
Stalingrad (russisk: Сталинград) er en russisk spillefilm fra 2013 af Fjodor Bondartjuk.

## Medvirkende
- Pjotr Fjodorov som Gromov
- Dmitrij Lysenkov som Tjavanov
- Aleksej Barabasj som Nikiforov
- Andrej Smoljakov som Poljakov
- Sergej Bondartjuk som Sergej Astakhov